# Samuel Aaron Baker
Samuel Aaron Baker, född 7 november 1874 i Wayne County, Missouri, död 16 september 1933 i Jefferson City, Missouri, var en amerikansk republikansk politiker. Han var Missouris guvernör 1925–1929.
Baker var länge verksam som lärare innan han blev politiker. År 1925 efterträdde han Arthur Hyde som Missouris guvernör och efterträddes 1929 av Henry S. Caulfield.
Baker avled 1933 och gravsattes på Riverview Cemetery i Jefferson City.